# Tetraommatus bimaculatus
Tetraommatus bimaculatus är en skalbaggsart som beskrevs av Charles Joseph Gahan 1906. Tetraommatus bimaculatus ingår i släktet Tetraommatus och familjen långhorningar. Inga underarter finns listade i Catalogue of Life.